# Juan Manuel Llop
Juan Manuel Llop (Arroyo Dulce, 1º giugno 1963) è un allenatore di calcio ed ex calciatore argentino, tecnico dell'Atlético Rafaela.

## Palmarès

### Giocatore

#### Competizioni nazionali
- Campionato argentino: 3

Newell's: 1987-1988, 1990-1991, Clausura 1992

### Allenatore

#### Competizioni nazionali
- Primera B Nacional: 1

Godoy Cruz: Apertura 2005